# 石岡郵便局
石岡郵便局（いしおかゆうびんきょく）は茨城県石岡市にある郵便局。民営化前の分類では集配普通郵便局であった。

## 概要
住所：〒315-8799 茨城県石岡市府中1-7-28
かつては、同市内にある八郷郵便局も集配業務を行っていたが、民営化前の集配業務再編において、市内の集配は当局に一本化された。

### 分室
分室はなし。過去に存在した分室は以下のとおり。
- 貯金保険分室 - 1947年（昭和22年）開設。廃止年月日不詳。為替、貯金、簡易保険、郵便年金のみ取扱。

## 沿革
- 1872年（明治5年）旧7月 - 石岡郵便取扱所として開設[1]。
- 1874年（明治7年）7月 - 石岡郵便役所となる。
- 1875年（明治8年）1月1日 - 石岡郵便局（四等）となる。
- 1878年（明治11年） - 為替取扱を開始。
- 1879年（明治12年） - 貯金取扱を開始。
- 1891年（明治24年）3月1日 - 石岡郵便電信局となる。
- 1903年（明治36年）4月1日 - 通信官署官制の施行に伴い石岡郵便局となる。
- 1929年（昭和4年）3月14日 - 石岡大火の飛び火により全焼[2]。
- 1947年（昭和22年）12月1日 - 新治郡石岡町大字石岡に貯金保険分室を設置[3]。
- 1958年（昭和33年）6月22日 - 電話通話および和文電報受付事務の取扱を開始。
- 1970年（昭和45年）5月 - 局舎新築落成。
- 1981年（昭和56年）10月19日 - 高浜郵便局から集配業務の一部[4]を移管。
- 1998年（平成10年）9月1日 - 外国通貨の両替および旅行小切手の売買に関する業務取扱を開始。
- 2006年（平成18年）10月16日 - 八郷郵便局から集配業務を移管[5]。
- 2007年（平成19年）10月1日 - 民営化に伴い、併設された郵便事業石岡支店に一部業務を移管。
- 2012年（平成24年）10月1日 - 日本郵便株式会社発足に伴い、郵便事業石岡支店を石岡郵便局に統合。

## 取扱内容
- 郵便、印紙、ゆうパック、内容証明
- 貯金、為替、振替、振込、国際送金、外貨両替・トラベラーズチェック、国債、投資信託
- 生命保険、バイク自賠責保険、自動車保険、変額年金保険、がん保険、引受条件緩和型医療保険
- ゆうちょ銀行ATM
- 石岡市、かすみがうら市の旧千代田町地区の集配業務
- ゆうゆう窓口

## 風景印
- 図案は『初代都々一坊扇歌堂』・史跡『常陸国分寺碑』・名産『栗』
- 使用開始日は1968年（昭和43年）10月23日

## 周辺
- 茨城県立石岡第一高等学校
- 水戸地方裁判所石岡簡易裁判所
- スポーツプラザ山新
- 石岡商店街
- 国道355号

## アクセス
- JR常磐線 石岡駅から徒歩約4分
- 関東鉄道 泉町停留所下車
- 常磐自動車道 千代田石岡ICから北東へ約4km
- 駐車場あり：14台